# Balboa Park (San Francisco)
Pour les articles homonymes, voir Balboa Park.
Pour parc de San Diego, voir Parc Balboa.
Balboa Park est un quartier et un parc public de la ville de San Francisco en Californie.

## Description
Le parc a été créé en 1909. Il est situé entre Mission Street et l'Interstate 280 au nord de Geneva Avenue. Dans le parc on trouve une piscine publique, un stade et des courts de tennis.